# Klaus Opwis

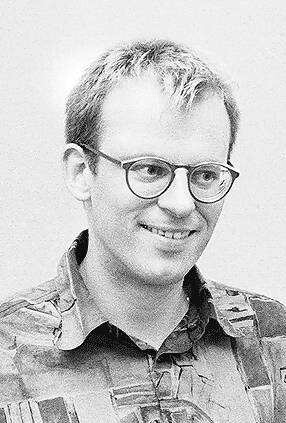
Klaus Opwis (1990)

Klaus Opwis (* 20. März 1957 in Kevelaer) ist ein deutscher Psychologe.

## Leben
Opwis erlangte 1982 an der Universität Heidelberg das Diplom in Psychologie. Von 1982 bis 1987 war er Wissenschaftlicher Mitarbeiter an der Universität Freiburg, wo er 1985 auch zum Dr. phil. promoviert wurde. Von 1987 bis 1992 war er Assistent an der Universität Freiburg. 1991 wurde er ebendort für Psychologie habilitiert. Von 1992 bis 1997 hatte er ein Heisenberg-Stipendium. Seit 1997 ist er ordentlicher Professor für Kognitive Psychologie und Psychologische Methodenlehre am Institut für Psychologie der Universität Basel.